# Leaflets of Western Botany
Leaflets of Western Botany (abreviado Leafl. W. Bot.) fue una revista con ilustraciones y descripciones botánicas que fue editada en Estados Unidos. Fueron publicados 10 números en los años 1932/36-63/66.